# بيتر ويب
بيتر ويب (14 يوليو 1957 بأوكلاند في نيوزيلندا - ) (بالإنجليزية: Peter Webb)‏ هو لاعب كريكت نيوزلندي. شارك مع منتخب نيوزيلندا الوطني للكريكت.

## وصلات خارجية
- بيتر ويب على موقع إي آس بي آن كريك إنفو (الإنجليزية)